# Atractus pauciscutatus
Atractus pauciscutatus är en ormart som beskrevs av Schmidt och Walker 1943. Atractus pauciscutatus ingår i släktet Atractus och familjen snokar. Inga underarter finns listade.
Arten endast känd från ett litet område i Junínregionen i centrala Peru. Det är inte känt vilket habitat Atractus pauciscutatus föredrar. Antagligen gräver den liksom andra släktmedlemmar i marken. Honor lägger troligen ägg.
I området pågår intensivt skogsbruk och skogen omvandlas till jordbruksmark. Hur Atractus pauciscutatus påverkas är inte utrett. IUCN kategoriserar arten globalt som otillräckligt studerad.